# Lupéol
Le lupéol est un triterpénoïde dérivé du lupane présent dans une grande variété de plantes telles que le manguier, l'Acacia visco (en) ou encore certains pissenlits. C'est un composé pharmacologiquement actif qui possède diverses vertus médicinales, notamment anti-inflammatoires, mais aussi anti-protozoaires, antimicrobiennes, antitumorales, et en chimiothérapie ; il agit efficacement dans les modèles de laboratoire comme inhibiteur du cancer de la prostate et du cancer de la peau,,. 
Il est produit par de nombreux organismes à partir du 2,3-oxydosqualène sous l'action de la lupéol synthase.